# 南威尔士大学
南威尔士大学，於2013年4月11日由格拉摩根大學和威爾斯大學紐波特分校合併而成，是英國威尔士一所公立大學，亦是當地規模第二大的大學。

## 历史
1841年，纽波特机械学院成立，之后该学院参与威尔士大学系统，成为纽波特分校。
1913年，南威尔士和蒙茅斯煤矿学院创立。随后改名威尔士技术学院。1992年，该校改名格拉摩根大学。
2011年起，威尔士高等教育改革。在教育大臣和威尔士地方政府等机构的推动下，两校合并。当时亦试图将卡迪夫都会大学并入其中，但由于卡迪夫都会大学的反对而最终告吹。
2013年4月，威爾斯大學紐波特分校脱離威爾斯大學，與格拉摩根大學合併為南威爾斯大學，威爾斯大學只剩下威爾斯三一聖大衛大學一間，自此，威爾斯大學聯邦體系正式解散。
2015年，伦敦校区关闭。
2016年，Caerleon校区关闭。

## 校园

### 卡迪夫
位于卡迪夫市中心，Cardiff Central和Queen St火车站之间。承接了Caerleon校区的搬迁。主要是時裝設計、紡織、音樂、戲劇、舞蹈、新聞、設計、攝影、繪畫、電影等創意產業和文化藝術學科。此外，卡迪夫亦設有一個大型體育場館，教授運動科學，並擁有自己的男女子足球隊。

### Pontypridd
原矿业学院、格拉摩根大学校园，主要是工程学科,出名的學科有健康專業、地理、法律、商科、數學、建築、護理、脊醫、獸醫、機械工程、飛機維修、地質學、考古學等。分为Treforest、Glyntaff、Tyn y Wern三个小区。由于园区临近工业区，很多学生住在其他城镇、通勤往返。

### 纽波特市中心

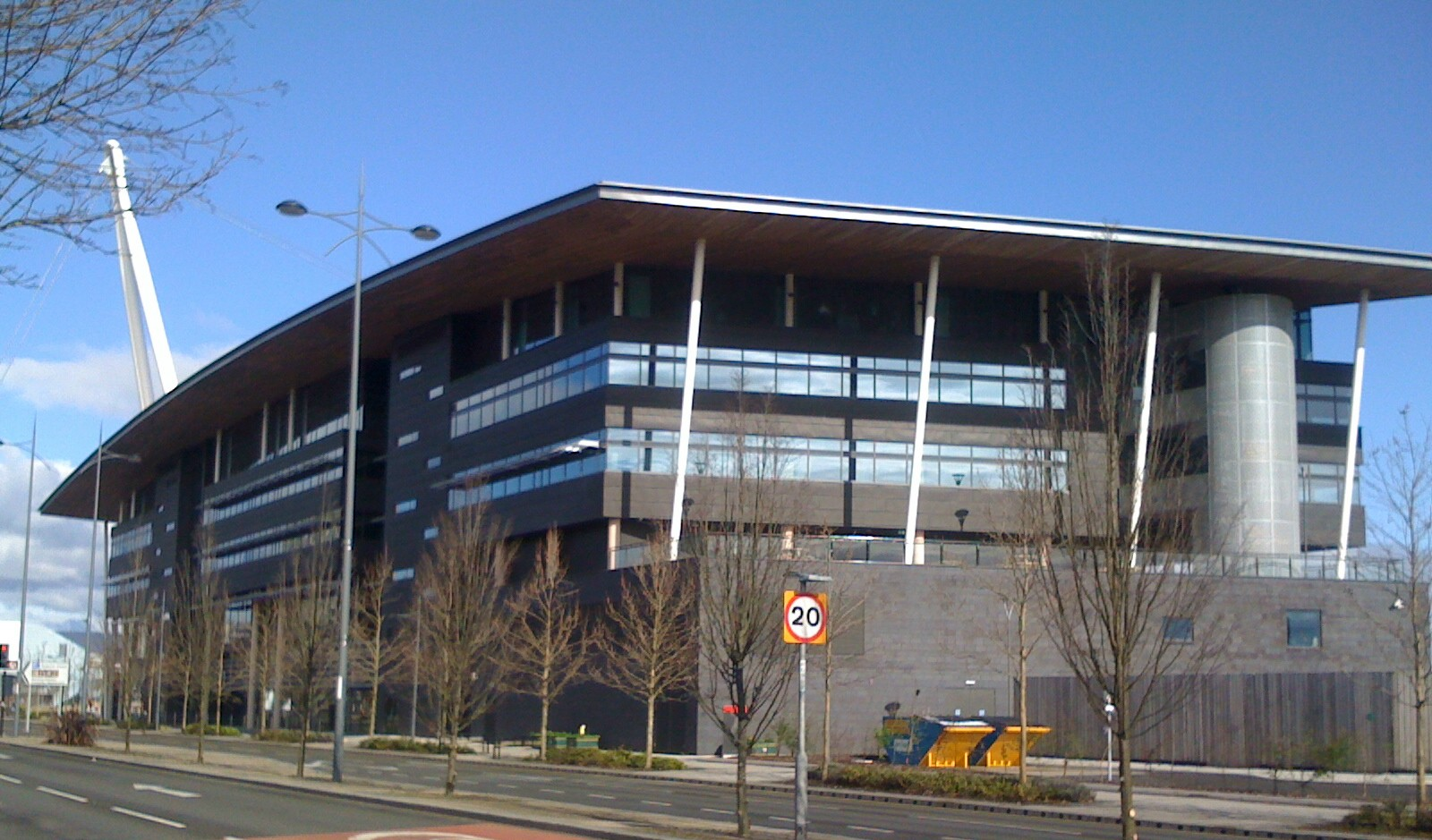
纽波特市中心Usk河边校区

位于鄂斯克河，是紐波特校區耗资4千萬英镑的新校区,2011啟用。主要是電腦科學學院、商学院、會計及金融學院、生命學院、教育學院和社會科學院,還有酒店管理等科目。

### 迪拜
2020年9月，該校區正式關閉，但所有學科會移到威爾斯本地校區上課。

### 伦敦
2014年，学校在伦敦港区购入一块价值3千萬鎊的土地，但最终于次年一月决定不建立校园招生。

### Caerleon
纽波特的传统校区，二级保护建筑，曾有体育、艺术、教育、时装、摄影等项目。该校区面积巨大，有学联楼、酒吧等设施。

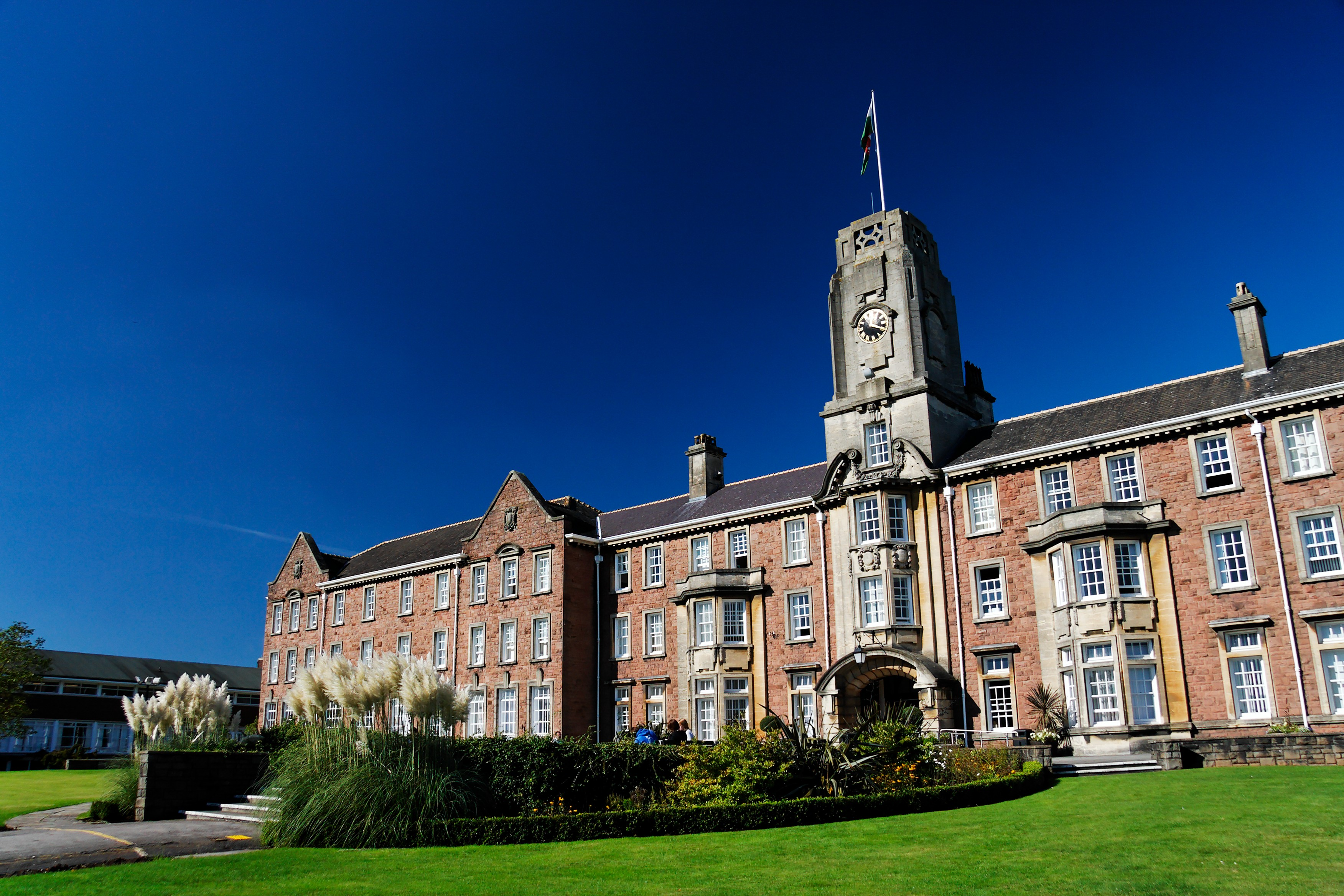
Caerleon校区

2016年，学校自此校园搬出往卡迪夫。大学称缺乏20m的资金以维护校园建筑设施但同时花费14.7m来搬迁和改建卡迪夫校区。
随后，大学试图出售此地块予房地产商将其改造为住房。
反对人士和卡利昂居民社团结集并指出该校园作为学校使用已有106年历史，应受到保护。2016年8月，威尔士地方政府将主楼、大门和门楼推荐为历史保护建筑。大学官方反对该决定。
2017年3月，该校区被列为2级历史保护建筑。

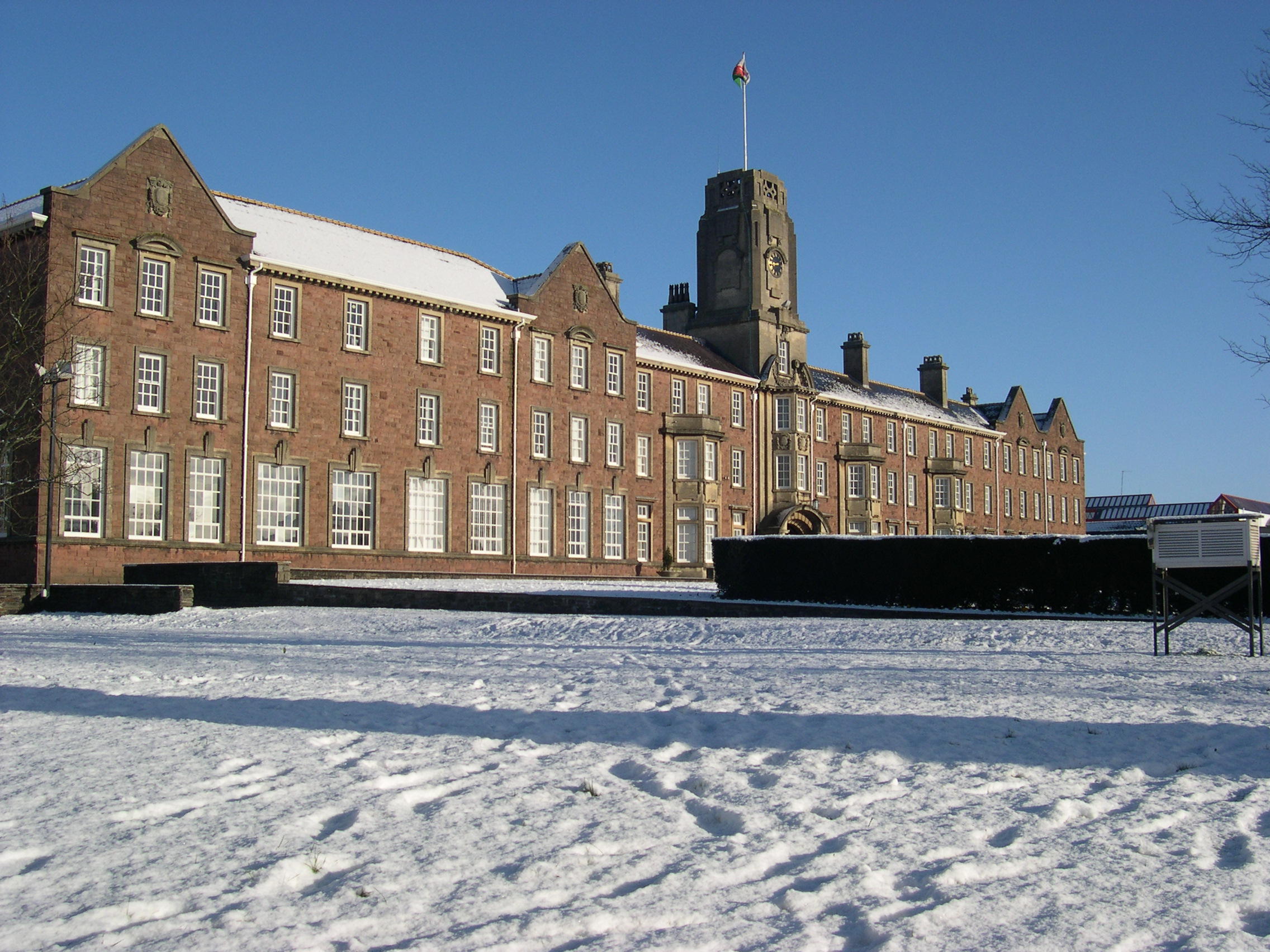

## 学术
該大學在泰晤士報世界大學排行榜名列1000+，而英國國內排名在2021年的衛報名列66，在星期日泰晤士報名列79。
衛報2021科目排名:
健康專業(3),地理及環境硏究(10),法律(13),工程：本地(17),數學(21),護理(21),會計及金融(21),設計與手藝(23),建築、城鎮和國家規劃(37),時裝及紡織(33),音樂(34),運動科學(35),電腦科學和資訊科技(47),犯罪學(45),教育(41),機械工程(47),考古學(40),新聞、出版及公共關係(48),化學(50),商業、管理及市務學(56),電器及電子工程(58),戲劇及舞蹈(58),電影製作及攝影(53),社會工作(63),社會學(68),心理學(74),英文及創意寫作(87),媒體與電影硏究(80),歷史(90)。